# Синтетические масла
Синтети́ческие масла́ — смазочные масла, полученные методами химического или нефтехимического синтеза. Имеют существенные преимущества перед нефтяными маслами (широкий диапазон рабочих температур, устойчивость в вакууме, стойкость к сильным окислителям, отсутствие реакции с резинами), которые позволяют использовать их в сложных условиях, когда нефтяные масла сложно применить: в двигателях современных самолётов, вертолётов и ракет, в высоковольтном электрооборудовании. Применяются также для электроизоляции и в качестве теплоносителей.
Различные типы синтетических масел обладают различными специальными свойствами:
- слабой зависимостью вязкости от температуры (изопарафиновые, полиорганосилоксановые, полиалкиленгликолевые, эфирные масла);
- малой испаряемостью (полиорганосилоксановые, полиалкиленгликолевые, пентаэритритовые, хлорфторсодержащие);
- работоспособностью при низкой температуре (алкилбензольные, полиорганосилоксановые, полиалкиленгликолевые)
- устойчивостью к воспламенению (на основе эфиров фосфорной кислоты, фтор- и хлорфторсодержащих углеводородов);
- противоизносными свойствами (пентаэритритовые, полиалкиленгликолевые, полифениловые);
- устойчивостью к высокой температуре (полиорганосилоксановые, полиалкиленгликолевые, пентаэритритовые, особенно устойчивы полифениловые и фторсодержащие);
- химической инертностью (полиорганосилоксановые, полиалкиленгликолевые, полифениловые, хлорфторсодержащие);
- устойчивостью к радиоактивному облучению (полифениловые и хлорфторсодержащие).

Распространение синтетических масел сдерживается в основном их более высокой стоимостью по сравнению с нефтяными маслами.